# John Alexander Macdonald (homme politique néo-écossais)
Pour les articles homonymes, voir John Alexander Macdonald (homonymie) et Macdonald.
John Alexander Macdonald (3 janvier 1883-11 juin 1945) est un homme politique canadien de la Nouvelle-Écosse. Il est député fédéral conservateur de la circonscription néo-écossaise de Richmond—Ouest-Cap-Breton de 1925 à 1930.
Il est également député provincial de la circonscription néo-écossaise de Richmond County (en) de 1916 à 1925.

## Biographie
Né à Havre-Boucher en Nouvelle-Écosse, Macdonald étudie à l'Université Saint-Francis-Xavier et à l'Université Dalhousie.
Élu député à l'Assemblée législative de la Nouvelle-Écosse en 1916, il démissionne en 1925 afin de se présenter sur la scène fédérale. Élu à la Chambre des communes du Canada, il démissionne en 1930 et est nommé au Sénat du Canada, permettant à Edgar Nelson Rhodes de prendre le siège.
Il demeure au Sénat jusqu'à son décès en 1945 à l'âge de 62 ans.